# Harmonie Crescendo Purmerend
Harmonie Crescendo-Purmerend is een harmonieorkest uit de Nederlandse stad Purmerend. In november 1919 werd de vereniging opgericht. 

## Geschiedenis
Hoewel de muziekvereniging al in november 1919 is gestart, vindt de officiële oprichting op 1 september 1920 plaats als “Rooms-katholiek Harmonie gezelschap Crescendo”, voorbehouden aan “jongens en mannen van Rooms-Katholieke huize”. Het doel van de vereniging was als volgt geformuleerd: "Muziek beoefening, te bereiken door gezamenlijke repetities, het geven van concerten en het verlenen van medewerking  bij- en het verzorgen van muziekonderwijs".  In de periode tot de Tweede Wereldoorlog weet Crescendo zich, na vele fluctuaties in het ledenbestand,  via concoursen en concerten een stabiele positie in de muziekwereld van Purmerend en omstreken te verwerven. Gedurende de oorlogsjaren worden de muzikale activiteiten van  Crescendo tijdelijk opgeschort,  teneinde represailles van de bezetter te voorkomen die voortvloeiden uit de weigering toe te treden tot de verplichte Kultuurkamer.  Na de bevrijding in mei 1945 worden direct de muzikale activiteiten hervat. Bij de vele festiviteiten rond de bevrijding  speelt Crescendo een prominente rol. Rond deze tijd wordt de mannelijke exclusiviteit van het lidmaatschap afgeschaft en wordt ook de binding met het Rooms katholieke geloof losgelaten.  Pas in 1993 worden de statuten als zodanig herzien.  In 1994 wordt het Opleidingsorkest opgericht, dat tot op heden in een grote behoefte voorziet en als kweekvijver voor het Groot Orkest fungeert.

## Activiteiten en Concerten
Het Groot Orkest en het Opleidingsorkest repeteren wekelijks in Pop en Cultuur podium P3 te Purmerend. Jaarlijks concerteren beide orkesten van Crescendo tijdens de zomerfestiviteiten op buitenlocaties in Purmerend en omstreken, zoals ter opluistering van de avondvierdaagse, “Reuring”,  “Purmerend onder Stoom”,  de Purmerender “Uitdagen “, de ‘Poortersfeesten”, de Beemster markt en het “Parkconcert” te Ilpendam.   Daarnaast worden door het Groot Orkest de afgelopen decennia ieder jaar een Lenteconcert in theater “de Purmaryn” gegeven, en een najaarsconcert, veelal in de Taborkerk. Ook worden kleine concerten verzorgd tijdens feestdagen. Het Lenteconcert is het jaarlijkse hoogtepunt van de optredens van het Groot Orkest. Hierbij  wordt met gastsolisten en -ensembles samengewerkt.  Zo zijn in het verleden Lenteconcerten gegeven met o.a.  Margriet Eshuijs, Ten Sharp, Louis van Dijk, Denise Jannah, Fernando Lameirinhas,  The Amsterdam Klezmer Band, Deborah Carter, Daisy Correia, Karsu, Ellen ten Damme en vele anderen.

## Dirigenten
- Arnold van 't Ent (1981 - 2006)
- Alida Holwerda (2006 - 2008)
- Wim Klaver (2009 - heden)